# Anderson Paak
Brandon Paak Anderson (Oxnard, Kalifornia, 1986. február 8. –) művésznevén Anderson Paak (vagy Anderson .Paak) nyolcszoros Grammy-díjas énekes, zenész, rapper, dalszerző, producer és multi-instrumentalista Oxnardból (Kalifornia). 2012-ben adta ki debütáló mixtape-jét, az O.B.E. Vol. 1-t, majd 2014-ben a Venice-t. A 2016-os Malibu jelölést kapott a Legjobb kortárs városi album kategóriában. 2018-ban jelentette meg az Oxnardot és 2019-ben a Venturát. A 61. Grammy díjátadón nyerte el első Grammy-díját a Legjobb rap előadás kategóriában a Bubblin dalért. 2020-ban nyerte el második díját a Legjobb R&B album kategóriában a Venturáért és a Legjobb R&B előadás kategóriában a Come Home-ért.
Szólókarrierjén kívül tagja a NxWorriers duónak Knxwledge-dzsel. Gyakran a The Free Nationals együttessel lép fel.

## Korai évek
Brandon Paak Anderson a St John's Medical Centerben született, Oxnardban, Kaliforniában, 1986. február 8-án. Andersonnak koreai és afroamerikai felmenői vannak. Anyja Dél-Koreában született a koreai háború idején egy afroamerikai katona és egy koreai nő gyermekeként. Koreai nagyszülei nevelték fel, majd egy Los Angeles-i amerikai család örökbe fogadta.
Mikor Paak hét éves volt, szemtanúja volt, ahogy elidegenült apja megtámadta anyját. A férfit letartóztatták és tizennégy évet töltött börtönben.

## Karrier

### 2009–2013: Karrierjének kezdete
Tizenévesként kezdett el zenét írni. Első fellépései egy templomban történtek, dobosként. Zenei iskolában találkozott feleségével, aki koreából származik. 2011-ben, mielőtt sikeres zenész lett, Anderson egy Santa Barbara-i marihuána farmon dolgozott. Ezt követően feleségével és fiával együtt hajléktalan lett.
2011-ben Anderson elkezdett a Los Angeles-i zenei közösség része lenni, miközben az első albumán dolgozott. Dumbfoundead és Shafiq Husayn segítették ki pénzügyi nehézségeiből. 2012. június 30-án adta ki az O.B.E. Vol. 1-t. Haley Reinhart, a korábbi American Idol-szereplő dobosa lett.
2013. november 27-én Anderson volt a producere a Cover Art középlemezének. Andersont inspirálták az 1950-es évek fehér előadói, akik fekete R&B és blues előadók zenéit dolgozták fel újra. A Hellfyre Club és az OBE kiadón keresztül adta ki a lemezt. Producere volt Watsky 2014-es All You Can Do albumának és szerepel is három dalán.

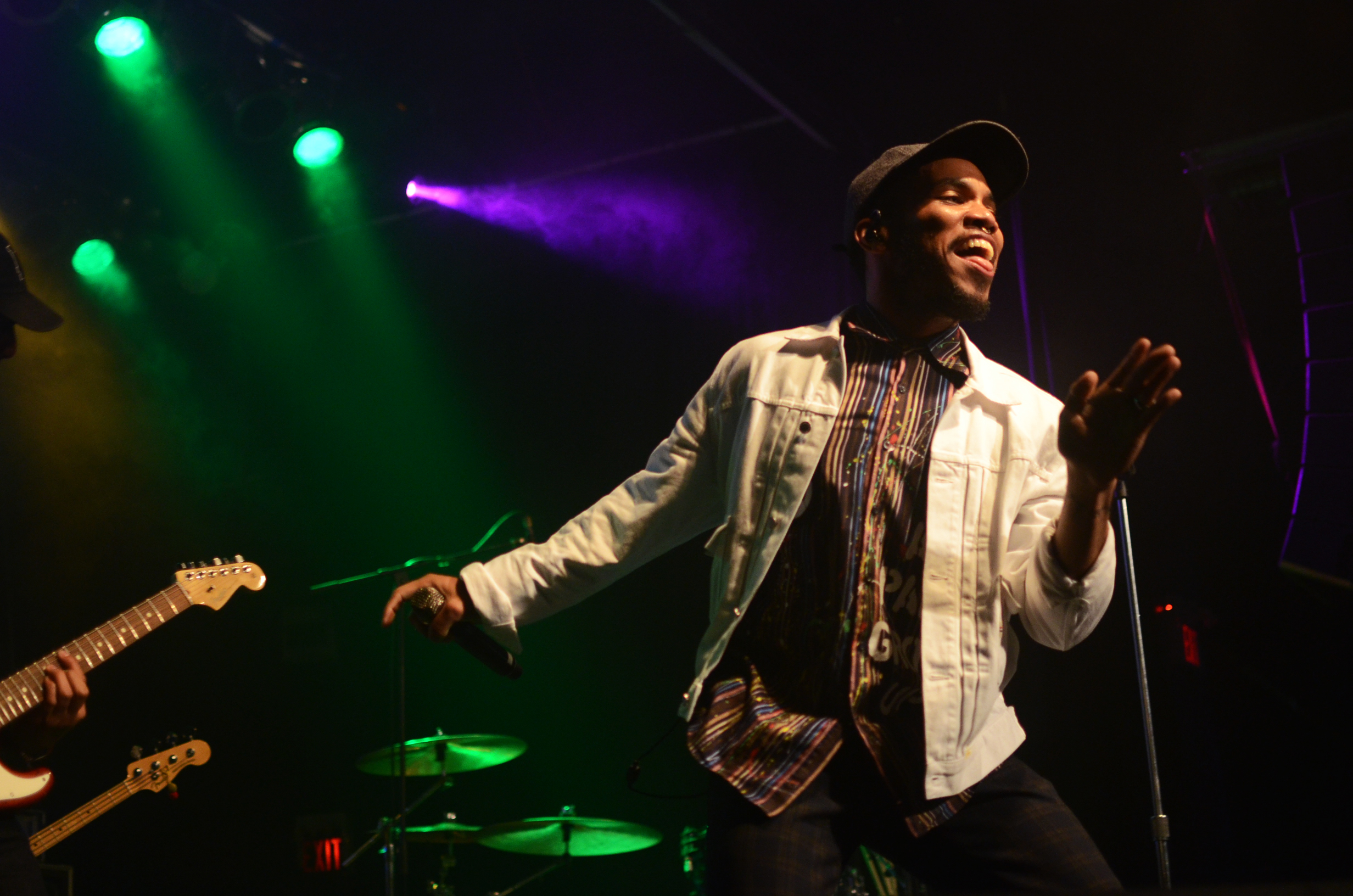
Anderson 2016 júliusában

### 2014–2017:VeniceésMalibu
2014. október 28-án Anderson kiadta az első stúdióalbumát, a Venice-t. Dr. Dre 2015-ös Compton albumán szerepel hat dalon és Game The Documentary 2.5 albumán két dalon. 2014-ben fellépett Jhené Aikoval az Enter The Void turnéján. 2015 októberében bejelentette, hogy felvett dalokat Schoolboy Q-val és 9th Wonderrel. 2016. január 15-én kiadta a Malibu című albumát.
2016 januárjában bejelentette, hogy aláírt Dr. Dre Aftermath kiadójához. Ugyanebben az évben az XXL Freshmen lista része volt Lil Dicky, Desiigner, Dave East, Denzel Curry, Lil Yachty, G Herbo, Lil Uzi Vert, 21 Savage és Kodak Black mellett.
2016 augusztusában Anderson fellépett az NPR Music Tiny Desk koncertjén a Free Nationalsszel együtt. A sorozat legsikeresebb része lett.

### 2018–2019: Oxnard és Ventura
2018-ban kiadta a Til It's Over kislemezét, amely szerepelt az Apple Inc. egy hirdetésében. A dal szerepelt a Forza Horizon 4 számlistáján is. A Bubblin című dala pedig a Madden NFL 19 dalai között volt. 2018 októberében egy Complex-szel készített interjúban jelentette be az Oxnard megjelenését. Az album executive producere Dr. Dre és az Aftermath adta ki. Az album a címét Anderson szülővárosáról kapta. A projekt funk-befolyásolt és közreműködött rajta Kendrick Lamar, Snoop Dogg, Pusha T, és J. Cole. Két dalt is írt Christina Aguilera hatodik stúdióalbumára. 2019 februárjában kezdte meg első világkörüli turnéját.
2019. április 12-én adta ki negyedik stúdióalbumát, a Venturát, André 3000, Smokey Robinson, Brandy, és Nate Dogg közreműködésével.

### 2020–napjainkig: Silk Sonic
2020. január 20-án szerepelt a The Price Is Right műsorban. Ezek mellett szerepelt Eminem tizenegyedik stúdióalbumán, a Music to be Murdered Byon a Lock It Up dalon.
Paak 2020 júniusában kiadta Lockdown című kislemezét. A videóklipet Dave Meyers rendezte és szerepelt benne Jay Rock, Dumbfoundead, SiR, Syd és egyéb zenészek. 2020 augusztusában része volt a Madden NFL 21 videójáték számlistáján Cut Em In című dalával.
2021. február 26-án Paak és Bruno Mars bejelentették, hogy felvettek egy új albumot a Silk Sonic név alatt. Az együttes debütáló albuma, az An Evening with Silk Sonicon közreműködik narrátorként Bootsy Collins is. A Leave The Door Open volt az első megjelent kislemez az albumról, 2021. március 5-én. Első helyet ért el a Billboard Hot 100-on és Új-Zélandon.

## The Free Nationals tagjai
- Jose Rios – gitár, háttérének
- Ron "T.Nava" Avant – billentyűk, szintetizátor, háttérének
- Kelsey Gonzalez – basszusgitár, basszus szintetizátor, háttérének
- Callum "Lo_Def" Connor – DJ, dobok, ütőhangszer, háttérének

## Diszkográfia

### Stúdióalbumok
- Venice (2014)
- Malibu (2016)
- Oxnard (2018)
- Ventura (2019)

### Együttműködések
- Yes Lawd! (Knxwledge-dzsel, NxWorries néven) (2016)
- An Evening with Silk Sonic (Silk Sonic néven, Bruno Mars közreműködésével) (2021)

## Díjak és jelölések
| Díjátadó                 | Év   | Jelölt/Munka                            | Kategória                           | Eredmény | For.   |
| ------------------------ | ---- | --------------------------------------- | ----------------------------------- | -------- | ------ |
| American Music Awards    | 2021 | Silk Sonic                              | Kedvenc duó vagy csoport – Pop      | Jelölve  | [ 28 ] |
| American Music Awards    | 2021 | Leave the Door Open                     | Kedvenc videóklip                   | Jelölve  | [ 28 ] |
| American Music Awards    | 2021 | Leave the Door Open                     | Kedvenc dal – R&B                   | Elnyerte | [ 28 ] |
| BET Awards               | 2021 | Silk Sonic                              | Legjobb csoport                     | Elnyerte | [ 29 ] |
| BET Awards               | 2021 | Leave the Door Open                     | Az év videója                       | Jelölve  | [ 29 ] |
| BET Awards               | 2021 | Leave the Door Open                     | Nézők Választása                    | Jelölve  | [ 29 ] |
| BET Hip Hop Awards       | 2016 | Önmaga                                  | Legjobb új hiphopelőadó             | Jelölve  | [ 30 ] |
| BET Hip Hop Awards       | 2019 | Önmaga                                  | Legjobb külföldi előadó             | Jelölve  | [ 31 ] |
| Brit Awards              | 2022 | Silk Sonic                              | Az év nemzetközi csoportja          | Elnyerte |        |
| Grammy-díj               | 2017 | Önmaga                                  | Legjobb új előadó                   | Jelölve  | [ 32 ] |
| Grammy-díj               | 2017 | Malibu                                  | Legjobb kortárs urban album         | Jelölve  | [ 32 ] |
| Grammy-díj               | 2019 | Bubblin                                 | Legjobb rapteljesítmény             | Elnyerte |        |
| Grammy-díj               | 2020 | Ventura                                 | Legjobb R&B-album                   | Elnyerte | [ 33 ] |
| Grammy-díj               | 2020 | Come Home (André 3000 közreműködésével) | Legjobb R&B-teljesítmény            | Elnyerte | [ 33 ] |
| Grammy-díj               | 2021 | Lockdown                                | Legjobb videóklip                   | Jelölve  | [ 34 ] |
| Grammy-díj               | 2021 | Lockdown                                | Legjobb dallamos rapteljesítmény    | Elnyerte | [ 34 ] |
| Grammy-díj               | 2022 | Leave the Door Open                     | Az év felvétele                     | Elnyerte | [ 35 ] |
| Grammy-díj               | 2022 | Leave the Door Open                     | Az év dala                          | Elnyerte | [ 35 ] |
| Grammy-díj               | 2022 | Leave the Door Open                     | Legjobb R&B-teljesítmény            | Elnyerte | [ 35 ] |
| Grammy-díj               | 2022 | Leave the Door Open                     | Legjobb R&B-dal                     | Elnyerte | [ 35 ] |
| iHeartRadio Music Awards | 2022 | Leave the Door Open                     | Az év dala                          | Jelölve  | [ 36 ] |
| iHeartRadio Music Awards | 2022 | Silk Sonic                              | Az év duója/csoportja               | Elnyerte | [ 36 ] |
| iHeartRadio Music Awards | 2022 | An Evening with Silk Sonic              | Az év R&B-albuma                    | Elnyerte | [ 36 ] |
| iHeartRadio Music Awards | 2022 | Leave the Door Open                     | Az év R&B-dala                      | Elnyerte | [ 36 ] |
| iHeartRadio Music Awards | 2022 | Silk Sonic                              | Az év R&B-előadója                  | Jelölve  | [ 36 ] |
| iHeartRadio Music Awards | 2022 | Leave the Door Open                     | Legjobb dalszöveg                   | Jelölve  | [ 36 ] |
| iHeartRadio Music Awards | 2022 | Leave the Door Open                     | Legjobb videóklip                   | Jelölve  | [ 36 ] |
| Soul Train Music Awards  | 2016 | Önmaga                                  | Legjobb új előadó                   | Jelölve  | [ 37 ] |
| Soul Train Music Awards  | 2016 | Önmaga                                  | Centric Certified díj               | Elnyerte | [ 37 ] |
| Soul Train Music Awards  | 2021 | Leave the Door Open                     | Az év dala                          | Elnyerte |        |
| Soul Train Music Awards  | 2021 | Leave the Door Open                     | Az Ashford & Simpson dalszerzői díj | Elnyerte |        |
| Soul Train Music Awards  | 2021 | Leave the Door Open                     | Az év videója                       | Elnyerte |        |
| Sweden GAFFA Awards      | 2016 | Önmaga                                  | Legjobb külföldi új előadó          | Elnyerte | [ 38 ] |
| MTV Video Music Awards   | 2021 | Leave the Door Open                     | Az év dala                          | Jelölve  | [ 39 ] |
| MTV Video Music Awards   | 2021 | Leave the Door Open                     | Legjobb R&B                         | Elnyerte | [ 39 ] |
| MTV Video Music Awards   | 2021 | Leave the Door Open                     | Legjobb vágás                       | Elnyerte | [ 39 ] |
| MTV Video Music Awards   | 2021 | Silk Sonic                              | Legjobb csoport                     | Jelölve  | [ 39 ] |
| MTV Europe Music Awards  | 2021 | Silk Sonic                              | Legjobb csoport                     | Jelölve  | [ 40 ] |
| MTV Europe Music Awards  | 2021 | Leave the Door Open                     | Legjobb közreműködés                | Jelölve  | [ 40 ] |